# Bodhiträd

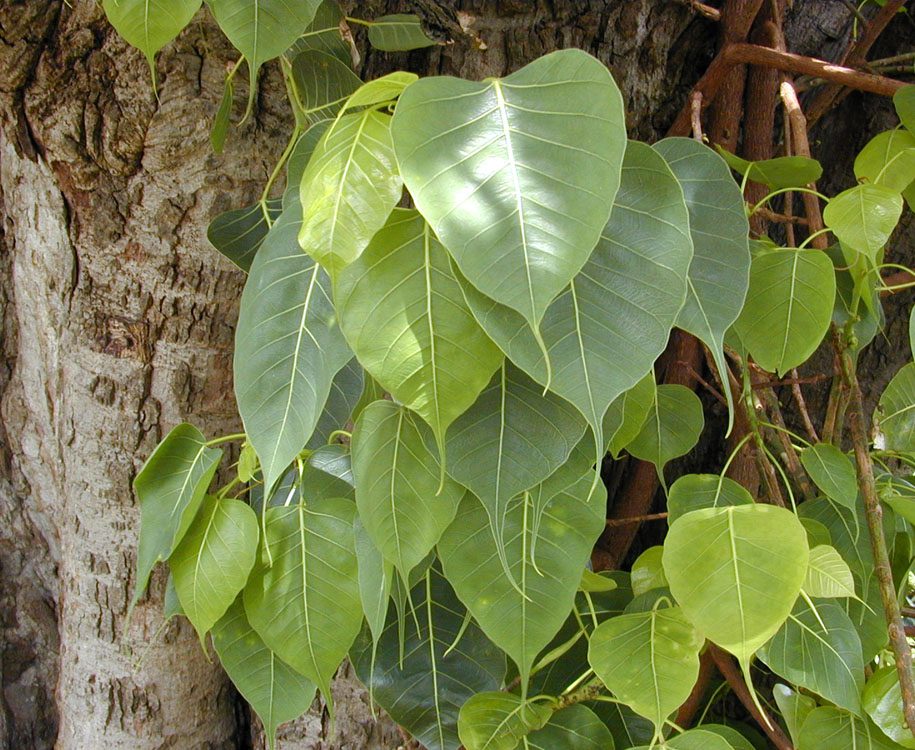
Löv av bodhiträd

Bodhiträd sägs vara det Ficus religiosa-träd som Buddha satt under när han blev upplyst. De bodhiträd som finns vid många buddhistiska tempel har enligt buddhistisk tradition uppkommit av sticklingar från det ursprungliga trädet. 
Träden tillhör släktet fikusar som i sin tur tillhör familjen mullbärsväxter.
Originalträdet finns inte kvar på platsen för Buddhas upplysning men nya träd har planterats.
Kung Ashokas dotter Bhikkhuni Sanghamitta planterade ett bodhiträd på ön Sri Lanka när hon var där för att sprida det buddhistiska budskapet. Hennes huvudsakliga uppgift där var att viga intresserade kvinnor till nunnor då hennes bror Bhikkhu Mahinda varit där tidigare och fått Sri Lankas kung och många av hans undersåtar att konvertera. Trädet som planterades i Anuradhapura 288 f.Kr. står kvar där och lever än idag.
I sydasiatiska buddhistiska tempel finns oftast ett bodhiträd. Nedfallna blad från dessa plockas och vårdas ömt. Pilgrimer som vallfärdar till templen vattnar träden med mjölk eller vatten.